# 横浜市立大綱中学校
横浜市立大綱中学校（よこはましりつ おおつなちゅうがっこう）は、神奈川県横浜市港北区大倉山に位置する公立中学校。一般に綱中（つなちゅう）と略称される。

## 概要
大倉山の住宅地に立地する。
2008年4月に3年生を対象に実施された全国学力・学習状況調査で、各問題の正答率が横浜市平均に比べて10パーセント上回った。
2010年4月から2013年3月の中期計画期間で『共に学び、自他を大切にし、たくましい、心豊かな人を育てる』を教育目標と標す。

## 学区域および 学区内小学校
- 大倉山全域
- 新羽町2985、2986、2988
- 菊名三丁目15 - 23、四丁目 - 七丁目
- 大豆戸町1 - 1128、1223 -
  - 横浜市立大綱小学校
  - 横浜市立太尾小学校
  - 横浜市立菊名小学校
  - 横浜市立大豆戸小学校

## おもな進学先
公立学校は旧横浜東部学区、東急東横線沿線、横浜市営地下鉄沿線の高校。
- 旧横浜東部学区
  - 神奈川県立岸根高等学校
  - 神奈川県立港北高等学校
  - 神奈川県立城郷高等学校
  - 神奈川県立鶴見高等学校
  - 神奈川県立鶴見総合高等学校
  - 神奈川県立新羽高等学校
  - 神奈川県立横浜翠嵐高等学校
  - 横浜市立東高等学校
- 地下鉄グリーンライン・ブルーライン沿線（上記以外旧北部／東部学区域まで）
  - 神奈川県立川和高等学校
  - 神奈川県立新栄高等学校
- 東急東横線沿線（上記以外）
  - 神奈川県立神奈川工業高等学校
  - 神奈川県立神奈川総合高等学校
  - 神奈川県立住吉高等学校
  - 神奈川県立横浜平沼高等学校

## 交通
- 東急東横線大倉山駅から徒歩3分

## 著名な出身者
- 鈴木恒夫 - 元衆議院議員、元文部科学大臣
- 西岡徳馬 - 俳優
- 東根作寿英 - 俳優
- 外池大亮 - 元Jリーガー
- 瑠菜まり - 女優（元宝塚歌劇団月組）
- 小林博 - 俳優